# Gare de Bully - Grenay
Gare de Bully - Grenay vasútállomás Franciaországban, Bully-les-Mines településen.

## Vasútvonalak
Az állomást az alábbi vasútvonalak érintik:
- Arras–Dunkirk-vasútvonal
- Ligne de Bully - Grenay à Brias

## Kapcsolódó állomások
A vasútállomáshoz az alábbi állomások vannak a legközelebb:
- Gare de Liévin
- Gare de Mazingarbe